# Jens Østerholm
Jens Østerholm (25 de abril de 1928 - 13 de noviembre de 2006) fue un actor de cine danés. Apareció en 27 películas entre 1959 y 1994.
Nació en Dinamarca.

## Filmografía selecta
- Gøngehøvdingen (1961)
- Dronningens vagtmester (1963)
- To (1964)
- My Sisters Children Go Astray (1971)
- Me, Too, in the Mafia (1974)